# Jack Reacher - La prova decisiva
Jack Reacher - La prova decisiva (Jack Reacher) è un film del 2012 scritto e diretto da Christopher McQuarrie.
Il film, con protagonista Tom Cruise, è l'adattamento cinematografico del romanzo del 2005 La prova decisiva scritto da Lee Child.

## Trama
A Pittsburgh, Pennsylvania, cinque persone vengono improvvisamente uccise da un cecchino. Gli indizi portano velocemente il detective Emerson a un ex cecchino reduce della seconda guerra del Golfo, di nome James Barr. Durante l'interrogatorio, condotto da Emerson e dal procuratore distrettuale Alex Rodin, Barr non pronuncia alcuna parola, conscio della sua situazione, ma scrive il nome di Jack Reacher, un ex poliziotto militare. Durante il trasporto verso il carcere viene lasciato in balia di altri carcerati che, per attuare una giustizia anticipata, lo pestano fino a ridurlo in coma.
Il procuratore Rodin indaga sul nome di Reacher, risalendo alla sua carriera militare e alle onorificenze guadagnate come maggiore della polizia militare, fino al suo prematuro pensionamento. In seguito sembra essere un fantasma, senza un domicilio conosciuto, senza famiglia, senza nessun collegamento con il mondo.
Nel frattempo, in Florida, Reacher sente il nome di Barr alla televisione e si mette subito in moto. Prende il primo autobus per la Pennsylvania e, inaspettatamente, si presenta dal procuratore. Inizialmente tutti credono che Jack Reacher sia arrivato per difendere Barr ma, in realtà, lui ha un conto in sospeso con il cecchino ed è intenzionato a inchiodarlo. Durante la guerra in Iraq, Barr uccise alcuni commilitoni ma Reacher non poté perseguirlo perché, all'insaputa di Barr, le vittime erano già sotto inchiesta per stupri e l'esercito preferì insabbiare tutto; Reacher promise che se mai Barr l'avesse rifatto, si sarebbe occupato di lui a modo suo.
Helen Rodin, l'unico avvocato che ha deciso di difendere Barr, nonché figlia del procuratore, tratta con Reacher per il suo aiuto. I due si accordano: Helen assume Reacher ufficialmente come detective per dargli accesso alle prove e alla scena del crimine, mentre lei si occupa delle vittime su richiesta di lui. Durante l'analisi delle prove Reacher, rivela che due delle vittime del cecchino un uomo e una donna erano amanti, dai loro ultimi movimenti giornalieri e si accorge che sono state commesse troppe leggerezze da parte di un tiratore esperto, anche se non eccelso, come Barr. Le prove sono troppo schiaccianti e i bersagli, tutti in movimento e da una posizione di tiro sfavorevole, sarebbero stati troppo difficili per lui, il vero cecchino ha sparato da un'altra postazione. Helen riferisce le sue scoperte e da queste Jack si convince che la vittima designata era la proprietaria di una ditta di costruzioni: le altre vittime erano solo una copertura, per far credere che il tiratore fosse un pazzo.
In seguito Reacher viene trascinato da una giovane incontrata, apparentemente per caso, in un bar, Sandy, in una rissa che vince con facilità, ma capisce che qualcuno ostacola le sue indagini, tanto che la ragazza che lo aveva trascinato nella rissa viene trovata morta e lui accusato di omicidio. Grazie a una ricerca arriva a un poligono di tiro nell'Ohio, gestito da Martin Cash, ex sergente d'artiglieria dei Marines; questi, prima di parlare, lo sfida a dimostrare le sue abilità di cecchino, per poi riferirgli ogni informazione in suo possesso.
Dietro alle morti c'è una gang che si nasconde sotto la facciata rispettabile di uomini d'affari: il loro capo è un personaggio ignoto, chiamato solo Zec (in russo, "detenuto" o "prigioniero"), poiché ha passato gran parte della vita in un gulag. La banda rapisce Helen (con la complicità del detective Emerson, che si rivela coinvolto nel crimine) e se ne serve come esca per Reacher; questi supera le guardie con l'aiuto di Cash, uccide Emerson (che aveva capito che era corrotto in quanto trovò la prova incriminante senza fatica) e affronta Zec, il quale confida nell'assoluzione in quanto Reacher ha ucciso quasi tutti i testimoni. Reacher decide quindi di ucciderlo, credendo sia la cosa migliore, e se ne va con Cash sicuro che Helen lo riabiliterà.
Al risveglio dal coma, in presenza di Helen, Barr sostiene di non ricordare cosa ha fatto, e ricostruendo mentalmente i fatti conferma senza saperlo la teoria di Reacher. Tuttavia, ignaro di essere stato scagionato, si convince della propria colpevolezza, e temendo che Reacher possa ucciderlo per farsi giustizia da solo, sceglie di dichiararsi colpevole, sapendo quanto l'uomo sia pericoloso, che nel frattempo ha lasciato la città senza una meta.

## Produzione
La produzione del film inizia nel 2005, quando i diritti cinematografici vengono acquistati dalla Paramount Pictures.
Lee Child, autore dei libri che hanno Jack Reacher come protagonista, compare in un breve cameo nel film, interpretando il poliziotto che rende allo stesso Reacher gli effetti personali nel momento in cui esce di prigione.

### Cast
Per il ruolo da protagonista furono in lizza Tom Cruise e Dwayne Johnson.

### Riprese
Le riprese sono iniziate il 3 ottobre 2011 e sono terminate il 17 gennaio 2012; si sono svolte principalmente nella città di Pittsburgh (Pennsylvania).
Il budget del film è stato stimato in 60 milioni di dollari.

### Titolo
Inizialmente il titolo scelto era One shot, come il titolo originale del romanzo da cui è tratto. Poi è stato scelto il semplice nome del protagonista.

## Promozione
Il primo trailer ufficiale in lingua russa è stato diffuso in versione bootleg online il 2 luglio, e il primo trailer italiano viene pubblicato il 5 luglio. Un nuovo trailer in lingua inglese è stato invece diffuso il 17 ottobre 2012, a un solo giorno di distanza dall'uscita del teaser poster.

## Distribuzione
Il film è uscito nelle sale americane il 21 dicembre 2012 insieme alla Turchia. In Europa è uscito tra la fine del 2012 e gennaio 2013. Nelle sale italiane è stato proiettato dal 3 gennaio 2013.

## Accoglienza

### Incassi
Il film ha incassato in tutto il mondo 218300000 $.

## Sequel
La Paramount Pictures e la Skydance Productions avevano dichiarato ufficialmente di essere al lavoro su un sequel del film. Si intitola Jack Reacher - Punto di non ritorno (Jack Reacher: Never Go Back), con Tom Cruise ancora protagonista, diretto da Edward Zwick e le cui riprese sono iniziate nell'ottobre 2015 a New Orleans. L'uscita nelle sale americane è avvenuta il 21 ottobre 2016 mentre in quelle italiane un giorno prima, il 20 ottobre.